# Доленя Вас-при-Артичах
Доленя Вас-при-Артичах (словен. Dolenja vas pri Artičah) — поселення в общині Брежиці, Споднєпосавський регіон, Словенія. Висота над рівнем моря: 171,5 м.